# Sukawening (Ganeas)
Sukawening is een bestuurslaag in het regentschap Sumedang van de provincie West-Java, Indonesië. Sukawening telt 2448 inwoners (volkstelling 2010).